# Sarrión
Sarrión é um município da Espanha na província de Teruel, comunidade autónoma de Aragão. Tem 140,4 km² de área e em 2021 tinha 1 194 habitantes (densidade: 8,5 hab./km²).

## Demografia
| Variação demográfica do município entre 1991 e 2004 | Variação demográfica do município entre 1991 e 2004 | Variação demográfica do município entre 1991 e 2004 | Variação demográfica do município entre 1991 e 2004 |
| --------------------------------------------------- | --------------------------------------------------- | --------------------------------------------------- | --------------------------------------------------- |
| 1991                                                | 1996                                                | 2001                                                | 2004                                                |
| 1066                                                | 1026                                                | 1017                                                | 1049                                                |